# Mascorros
Los Mascorros fueron una etnia de nativos del antiguo México precolombino que habitó específicamente en una región incierta cerca de la región de Rioverde hasta cerca de la actual ciudad de Tula en Tamaulipas. La lengua que utilizaban en la antiguedád desapareció rápidamente, sin embargo se relacionaba con el actual otomí. Son una de las tribus partidarias a ser consideradas hablantes del Idioma naolán, lengua relacionada con el Tonkawa.
Al suceder la colonización española abandonaron su incierta región de procedencia y se instalaron definitivamente en Tula, estando ya aquí en 1761 donde ya no hablaban su lengua madre.
Durante el proceso de independencia de México un grupo de mascorros bajo comandancia de "López Pérez" fueron muertos por las fuerzas españolas. Esta referencia es la última que los menciona, después de esto probablemente los últimos mascorros fueron absorbidos por la sociedad de la región.